# تونینو ریچی
تونینو ریچی (ایتالیایی: Tonino Ricci؛ ۲۳ اکتبر ۱۹۲۷ – ۹ مارس ۲۰۱۴) با نام مستعار آنتونی ریچموند، کارگردان فیلم، فیلم‌نامه‌نویس و تهیه‌کننده فیلم اهل ایتالیا بود.
از فیلم‌هایی که وی در آن‌ها نقش داشته است، می‌توان به سپیددندان و برای تابوتی پر از دلار اشاره نمود.